# Magnolia sinica
Magnolia sinica (Y.W.Law) Noot, es una especie de pequeños árboles perteneciente a la familia Magnoliaceae. 

## Distribución y hábitat
Se encuentra en China (Yunnan). Está tratada en peligro de extinción por pérdida de hábitat. 
Crece en las laderas boscosas entre 1.300 y 1.550 m s. n. m.

## Taxonomía
Magnolia sinica fue descrito por (Y.W.Law) Noot y publicado en Blumea 31(1): 91, f. 3. 1985.
Etimología
Magnolia: nombre genérico otorgado en honor de Pierre Magnol, botánico de Montpellier (Francia).
sinica: epíteto geográfico que alude su localización en China.
Sinonimia
- Manglietiastrum sinicum Y.W.Law (1979). basónimo
- Manglietia sinica (Y.W.Law) B.L.Chen & Noot. (1993).
- Pachylarnax sinica (Y.W. Law) N.H. Xia & C.Y. Wu	[3][4]